# Matyáš Kopecký
Matyáš Kopecký (* 19. ledna 2003 Rotterdam, Nizozemsko) je česko-nizozemský profesionální silniční cyklista, který od 19 let jezdí za UCI ProTeam Team Novo Nordisk, který sdružuje sportovce s diagnózou diabetu. V cyklistice reprezentuje Českou republiku.
Kopecký má českého otce, jeho matka je Holanďanka. Jeho starší bratr Tomáš a mladší sestra Julia jsou také profesionální cyklisté, oba rovněž reprezentují ČR.